# Władysław Ciba
Władysław Ciba (ur. 11 grudnia 1895, zm. 19 lipca 1972 w Kłodzku) – robotnik, działacz PPR, a następnie PZPR, pierwszy przewodniczący prezydium Miejskiej Rady Narodowej Kłodzka w latach 1950–1951.

## Życiorys
Osiedlił się w Kłodzku po zakończeniu II wojny światowej, gdzie wkrótce dostał pracę w Fabryce Maszyn i Odlewni Żeliwa, mieszczącej się przy ul. Śląskiej 24. Był to jeden z pierwszych funkcjonujących w mieście zakładów po przejęciu miasta przez polską administrację. Jednocześnie wstąpił do struktur miejskich Polskiej Partii Robotniczej, a po jej połączeniu z Polską Partią Socjalistyczną w grudniu 1948 – Polskiej Zjednoczonej Partii Robotniczej.
W trakcie czystki wewnętrznej w szeregach tej partii na przełomie 1949/1950 został wyznaczony jako kandydat na przewodniczącego prezydium Miejskiej Rady Narodowej, nowo powstałego stanowiska w miejsce funkcji burmistrza na podstawie ustawy z dnia 20 marca 1950. Został powołany na to stanowisko 1 czerwca 1950 decyzją większości członków Miejskiej Rady Narodowej. Nie był przygotowany do pełnienia tej ważnej dla miasta funkcji ze względu na brak kompetencji, dlatego też sprawował ją tylko nieco ponad rok – do 9 sierpnia 1951, kiedy został odwołany.
Pochowany na Cmentarzu Komunalnym przy ul. Dusznickiej.